# Morkillia
Morkillia, rod dvoliskovica, dio potporodsice Morkillioideae, red Zygophyllales)
Postoje dcvije vrste, obje su meksički endemi. Rod je prvi puta opisan u Smithsonian Misc. Collect. 50: 33 (1907).

## Vrste
1. Morkillia acuminata Rose & J.H.Painter
2. Morkillia mexicana (Moc. & Sessé ex DC.) Rose & J.H.Painter

## Sinonimi
- Chitonia Moc. & Sessé ex DC.; Prod. 1: 707 (1824)